# Copa México 1990-91
La Copa México 1990-91 fue la edición 63 de la Copa México. El torneo empezó el 22 de agosto de 1990 y concluyó el 23 de enero de 1991, en el cual el equipo de U. de G. logró el título por primera vez con una victoria sobre el equipo del América. 
Contó con la participación de 20 equipos de primera división. Para esta edición se jugó primero una fase de grupo y luego una eliminación directa a partir de las semifinales a doble partido.

## Fase de grupo

### Grupo 1
| Pos. | Equipo    | Pts. | PJ | G | E | P | GF | GC | Dif. | Clasificación        |
| ---- | --------- | ---- | -- | - | - | - | -- | -- | ---- | -------------------- |
| 1    | Necaxa    | 13   | 8  | 5 | 3 | 0 | 13 | 6  | +7   | Acceso a semifinales |
| 2    | Monterrey | 11   | 8  | 5 | 1 | 2 | 16 | 10 | +6   |                      |
| 3    | Toluca    | 9    | 8  | 3 | 3 | 2 | 9  | 7  | +2   |                      |
| 4    | Querétaro | 4    | 8  | 1 | 2 | 5 | 8  | 16 | −8   |                      |
| 5    | Atlas     | 3    | 8  | 1 | 1 | 6 | 8  | 15 | −7   |                      |

 Fuente: RSSSF

### Grupo 2
| Pos. | Equipo           | Pts. | PJ | G | E | P | GF | GC | Dif. | Clasificación        |
| ---- | ---------------- | ---- | -- | - | - | - | -- | -- | ---- | -------------------- |
| 1    | Cruz Azul        | 14   | 8  | 7 | 0 | 1 | 13 | 4  | +9   | Acceso a semifinales |
| 2    | Tecos UAG        | 8    | 8  | 3 | 2 | 3 | 13 | 7  | +6   |                      |
| 3    | Correcaminos UAT | 8    | 8  | 4 | 0 | 4 | 9  | 12 | −3   |                      |
| 4    | Tigres UANL      | 5    | 8  | 2 | 1 | 5 | 11 | 15 | −4   |                      |
| 5    | Irapuato         | 5    | 8  | 2 | 1 | 5 | 6  | 15 | −9   |                      |

 Fuente: RSSSF

### Grupo 3
| Pos. | Equipo        | Pts. | PJ | G | E | P | GF | GC | Dif. | Clasificación        |
| ---- | ------------- | ---- | -- | - | - | - | -- | -- | ---- | -------------------- |
| 1    | Leones Negros | 11   | 8  | 4 | 3 | 1 | 10 | 4  | +6   | Acceso a semifinales |
| 2    | UNAM          | 8    | 8  | 2 | 4 | 2 | 13 | 13 | 0    |                      |
| 3    | León          | 8    | 8  | 2 | 4 | 2 | 7  | 8  | −1   |                      |
| 4    | Puebla        | 8    | 8  | 2 | 4 | 2 | 10 | 10 | 0    |                      |
| 5    | Cobras        | 5    | 8  | 1 | 3 | 4 | 3  | 6  | −3   |                      |

 Fuente: RSSSF

### Grupo 4
| Pos. | Equipo           | Pts. | PJ | G | E | P | GF | GC | Dif. | Clasificación        |
| ---- | ---------------- | ---- | -- | - | - | - | -- | -- | ---- | -------------------- |
| 1    | América          | 14   | 8  | 6 | 2 | 0 | 16 | 8  | +8   | Acceso a semifinales |
| 2    | Veracruz         | 8    | 8  | 3 | 2 | 3 | 12 | 10 | +2   |                      |
| 3    | Guadalajara      | 8    | 8  | 4 | 0 | 4 | 11 | 9  | +2   |                      |
| 4    | Atlético Morelia | 7    | 8  | 3 | 1 | 4 | 7  | 11 | −4   |                      |
| 5    | Santos Laguna    | 3    | 8  | 1 | 1 | 6 | 7  | 15 | −8   |                      |

 Fuente: RSSSF

## Ronda Eliminatoria
|  | Semifinales                                                         | Semifinales                                                         | Semifinales                                                         | Semifinales                                                         |   |         | Final                                                  | Final                                                  | Final                                                  | Final                                                  |  |
|  | 24 de octubre de 1990 (ida) 31 de oct. y 1 de nov. de 1990 (vuelta) | 24 de octubre de 1990 (ida) 31 de oct. y 1 de nov. de 1990 (vuelta) | 24 de octubre de 1990 (ida) 31 de oct. y 1 de nov. de 1990 (vuelta) | 24 de octubre de 1990 (ida) 31 de oct. y 1 de nov. de 1990 (vuelta) |   |         | 16 de enero de 1991 (ida) 23 de enero de 1991 (vuelta) | 16 de enero de 1991 (ida) 23 de enero de 1991 (vuelta) | 16 de enero de 1991 (ida) 23 de enero de 1991 (vuelta) | 16 de enero de 1991 (ida) 23 de enero de 1991 (vuelta) |  |
|  |                                                                     |                                                                     |                                                                     |                                                                     |   |         |                                                        |                                                        |                                                        |                                                        |  |
|  |                                                                     |                                                                     |                                                                     |                                                                     |   |         |                                                        |                                                        |                                                        |                                                        |  |
|  | América                                                             | 4                                                                   | 2                                                                   | 6                                                                   |   |         |                                                        |                                                        |                                                        |                                                        |  |
|  | América                                                             | 4                                                                   | 2                                                                   | 6                                                                   |   |         |                                                        |                                                        |                                                        |                                                        |  |
|  | Cruz Azul                                                           | 1                                                                   | 0                                                                   | 1                                                                   |   |         |                                                        |                                                        |                                                        |                                                        |  |
|  | Cruz Azul                                                           | 1                                                                   | 0                                                                   | 1                                                                   |   | América | 0                                                      | 0                                                      | 0                                                      |                                                        |  |
|  |                                                                     |                                                                     |                                                                     |                                                                     |   | América | 0                                                      | 0                                                      | 0                                                      |                                                        |  |
|  |                                                                     |                                                                     | Leones Negros                                                       | 1                                                                   | 0 | 1       |                                                        |                                                        |                                                        |                                                        |  |
|  | Necaxa                                                              | 0                                                                   | Leones Negros                                                       | 1                                                                   | 0 | 1       | 1                                                      | 1                                                      |                                                        |                                                        |  |
|  | Necaxa                                                              | 0                                                                   |                                                                     |                                                                     |   |         | 1                                                      | 1                                                      |                                                        |                                                        |  |
|  | Leones Negros                                                       | 2                                                                   | 2                                                                   | 4                                                                   |   |         |                                                        |                                                        |                                                        |                                                        |  |
|  | Leones Negros                                                       | 2                                                                   | 2                                                                   | 4                                                                   |   |         |                                                        |                                                        |                                                        |                                                        |  |
|  |                                                                     |                                                                     |                                                                     |                                                                     |   |         |                                                        |                                                        |                                                        |                                                        |  |

## Semifinales

### Partidos de ida
| 24 de octubre de 1990 | U. de G.                                             | 2 - 0 | Necaxa | Estadio Jalisco, Guadalajara |  |
|                       | Luis Alberto Flores 24' · Daniel Guzmán 90+2' (pen.) |       |        |                              |  |

| 24 de octubre de 1990 | Cruz Azul             | 1 - 4 | América                                                            | Estadio Azteca, México, D.F. |  |
|                       | Santiago Ostolaza 34' |       | Edú Manga 2', 26' · Antônio Carlos Santos 19' · Juan Hernández 72' |                              |  |

### Partidos de vuelta
| 31 de octubre de 1990                 | América           | 2 - 0 | Cruz Azul | Estadio Azteca, México, D.F. |  |
|                                       | Zaguinho 45', 68' |       |           |                              |  |
| América Gana en el marcado global 6-1 |                   |       |           |                              |  |

| 1 de noviembre de 1990                             | Necaxa                        | 1 - 2 | U. de G.                                            | Estadio Azteca, México, D.F. |  |
|                                                    | Sergio Carlos Díaz 52' (pen.) |       | Hugo Aparecido 20' (pen.) · Luis Alberto Flores 32' |                              |  |
| Leones Negros de la U. de G. Gana en el global 4-1 |                               |       |                                                     |                              |  |

## Final

### Partido de ida
| 16 de enero de 1991 | U. de G.                    | 1 - 0 | América | Estadio Jalisco, Guadalajara |  |
|                     | Víctor Manuel Rodríguez 59' |       |         |                              |  |

### Partido de vuelta
| 23 de enero de 1991                    | América | 0 - 0 | U. de G. | Estadio Azteca, México, D.F. |  |
| La U. de G. Gana la copa en global 1-0 |         |       |          |                              |  |

|  |                             |
|  | Campeón U. de G. 1.o título |

## Datos
- México - Estadísticas de la temporada 1990/1991 en México. (RSSSF)

- Datos: Q4586516